# Madeleine Levy
Madeleine Levy (* 1918 in Paris; ermordet ca. Januar 1944 in Auschwitz) war die Enkelin von Alfred Dreyfus. Vor dem Zweiten Weltkrieg lebte sie in Paris. Sie war aktiv in der französischen Résistance und wurde am 20. November 1943 von Toulouse nach Auschwitz deportiert, wo sie ermordet wurde.

## Leben
Madeleine Levy besuchte das Lycée Molière in Paris, wo sie Abschlüsse in der Fächern Mathematik und Philosophie machte. Während des Zweiten Weltkriegs arbeitete sie als Helferin für das französische Rote Kreuz.
Kurz vor der Invasion deutscher Truppen in Paris flüchtete die Familie nach Südfrankreich. Madeleine Levy fand Unterschlupf in Toulouse in der Wohnung einer ehemaligen Klassenkameradin. Sie trat der Résistance bei und half Juden bei der Flucht aus Frankreich.

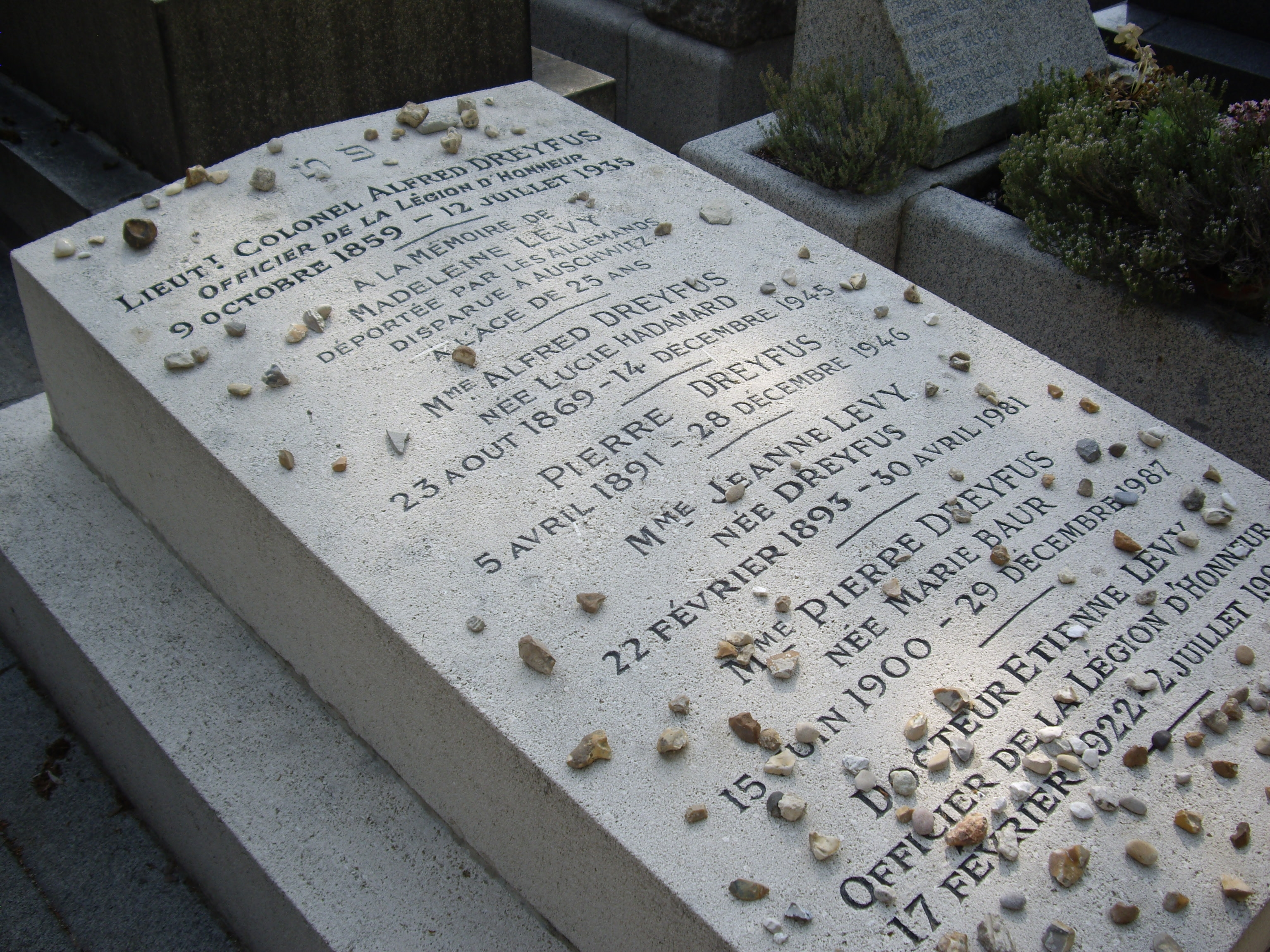
Grab von Alfred Dreyfus in Paris

## Epitaph
An Madeleine Levy wird auf dem Cimetière du Montparnasse in Paris auf dem Grab von Alfred und Lucie Dreyfus mit der Inschrift erinnert: A la Mémoire de Madeleine Lévy, déportée par les Allemands, disparue à Auschwitz a l'âge de 25 ans.